# En Esur
En Esur (hebreu: עין אסור‎, 'font prohibida') o Ein Asawir (àrab: عين الأساور, ʿAyn al-Asāwir) és un jaciment arqueològic cananeu de l'edat del bronze que es troba al districte de Haifa, al nord de l'estat d'Israel. Es tracta d'un assentament de grans dimensions que va tenir el seu apogeu fa aproximadament 5.000 anys. Els arqueòlegs Itai Elad i Yitzhak Paz van anunciar el descobriment de la ciutat l'octubre del 2019, al costat de les restes d'un temple de 7.000 anys que formava part del lloc. S'ha estimat que tenia una població d'uns 6.000 habitants. En Esur hauria estat una de les ciutats més grans del seu temps a la regió.

## El Jaciment

### Descobriment
Tel el-Asawir apareix en un mapa elaborat pel geògraf francès Pierre Jacotin el 1799. L'arqueòleg i erudit bíblic nord-americà William F. Albright va visitar el lloc durant el viatge que va fer el 1923 a Palestina. En aquell moment va recordar l'opinió de l'estudiós alemany Albrecht Alt quan afirmava que Tel Esur era el lloc on s'assentava una antiga ciutat anomenada "Yaham", esmentada a les fonts del faraó egipci Tuthmosis III del segle xv aC; aquest faraó va iniciar una campanya contra una coalició de ciutats estat cananees, liderada pel rei de Meguidó, ciutat situada just al nord de la plana de Menaixé. Segons el relat egipci, Tuthmosis III va acampar a Yaham abans de marxar sobre Meguidó per combatre a la cèlebre batalla. Albright va declarar que la ubicació del lloc es corresponia amb les descripcions geogràfiques de les fonts egípcies. A més havia descobert ceràmica de l'edat del bronze mentre estudiava el turó, cosa queal seu parer, va reafirmar-li la identificació amb l'antiga Yaha. Avui en dia Yaham s'identifica amb un lloc situat a Kafr Yama a Zemer, a uns 10 quilòmetres al sud de Tel Esur.

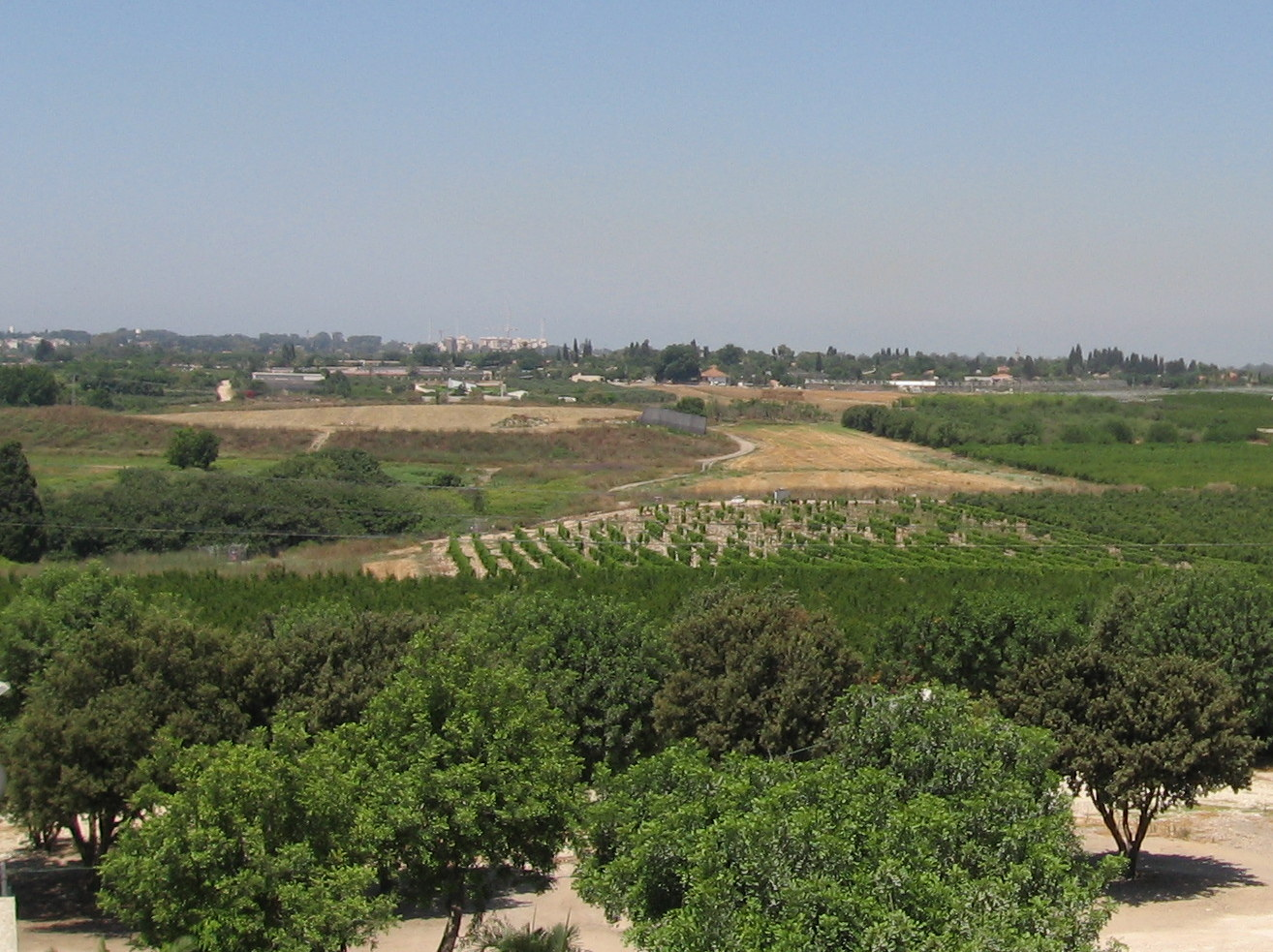
El Tell Esur i la zona del jaciment des de Karkur.

El descobriment del jaciment més gran de Tel Esur es va produir el 1977, durant l'excavació d'un dipòsit d'aigua al sud del monticle. Els arqueòlegs Azriel Zigelman i Ram Gofna de la Universitat de Tel-Aviv hi van realitzar una excavació d'urgència. Van descobrir-hi dues capes d'assentament, una del període calcolític (el darrer període de l'edat de la pedra) i l'altra de la primera edat del bronze. El primer incloïa els fonaments d'estructures fetes amb pedres sense treballar i algunes instal·lacions. Aquestes restes les van datar en el calcolític primerenc (fa 6.000 anys) i incloïen els fonaments d'estructures massives fetes amb grans pedres. El mur més ample feia 1,7 metres. La ceràmica que hi van trobar datava del període primerenc de l'Edat del Bronze I (3300-3000 aC).
L'any 1993 s'hi va realitzar un sondeig i l'excavació a càrrec de l'arqueòleg Eli Yanai de l'Autoritat d'Antiquitats d'Israel. Aquestes excavacions van revelar les enormes dimensions del jaciment durant el primer bronze, així com restes d'assentament dels períodes Neolític i calcolític, i de l'època romana d'Orient i otomana.
Els arqueòlegs Itai Elad i Yitzhak Paz duien excavant a En Esur des del gener del 2017, amb un equip d'arqueòlegs professionals i voluntaris. L'Autoritat d'Antiguitats d'Israel va ser una de les responsables de l'organització de l'excavació i va ser finançada per Netivei Israel, la companyia nacional de carreteres d'Israel. Durant el procés d'excavació, els arqueòlegs van trobar un temple dins de la ciutat que és uns 2.000 anys més antic que la resta del jaciment.
En l'anunci del seu descobriment, els investigadors van anomenar En Esur "cosmopolita" i la "Nova York de la primera edat del bronze".

### Descripció
El jaciment es troba a la plana de Sharon i s'estén al sud del Tel Esur. El lloc d'En Esur està format per tres elements: Tel Esur, que és un turo format per diferents capes d'assentament humà acumulades, un monticle més petit al sud d'aquest tel i un camp obert que envolta aquest parell de túmuls, on durant la primera edat del bronze s'hi estenia una ciutat de grans dimensions.

Mapa del jaciment d'En Esur.

La ciutat ocupava un espai d'uns 0,65 km² i podria haver arribat a tenir entre 5.000 i 6.000 habitants. Això converteix aquest assentament en més gran que el de Tel Megiddo i el de Jericó, al sud d'Israel. Malgrat seguir sent una ciutat més petita que algunes existents a l'època a Egipte i Mesopotàmia, si que es tractaria del nucli de poblament més gran del sud de l'anomenat Llevant mediterrani. L'arqueòleg Itai Elad va declarar que En Esur és el doble de gran que els altres grans assentaments coneguts de la zona.
Dues fonts naturals abastien d'aigua abundant a la ciutat, una situada a l'est anomenada En Esur i una altra sense nom situada al sud-oest. Es creu que el nucli va créixer a la cruïlla de dues importants rutes comercials. Els arqueòlegs que excaven el jaciment creuen que la ciutat estava planificada i incloïa no només carrers, carrerons i places, sinó també instal·lacions per a l'emmagatzemament, el drenatge i, fins i tot, un cementiri. En Esur estava envoltat de muralles fortificades de dos metres d'altura. Els seus investigadors han definit la ciutat coma a una "megalòpolis".
El lloc ha aportat al voltant de quatre milions d'artefactes de tot tipus, amb milions de restes de ceràmica i eines de sílex, i alguns vasos de pedra basàltica. Es creu que els habitants d'En Esur eren un poble agrícola i haurien practicat l'intercanvi amb d'altres regions. Les empremtes deixades pels segells en algunes eines demostra que les van portar d'Egipte.
El temple que hi ha dins de la ciutat té una antiguitat de 7.000 anys. Data del període Calcolític. Estava situat en una zona pública de la ciutat i incloïa un pati amb una enorme pila de pedra per a rituals. S'hi han trobat també algunes figuretes entre les que hi destaquen la d'un cap humà i una d'una persona al costat d'un animal, i diversos ossos d'animals cremats, que evidencien possibles sacrificis rituals.
Els arqueòlegs que excaven el lloc han apuntat que En Essur exemplifica els primers processos d'urbanització dins de la civilització cananea. Una ciutat amb les seves característiques hauria necessitat un important "mecanisme administratiu".
En Esur va ser abandonat pocs segles després del seu màxim apogeu. No hi ha una raó clara que n'expliqui el despoblament. Tanmateix, Yitzak Paz va explicar que algunes investigacions feien creure en la possibilitat que un augment de la humitat experimentat a la plana costanera hauria convertit la rodalia de la ciutat en pantanosa. Aquesta nova característica de l'entorn hagués fet la vida al lloc en impracticable.

### Preservació
Segons el diari israelià Haaretz, En Esur segueix afectat per la construcció d'un nus de carreteres. Tanmateix, l'Agència France-Presse ha informat que s'han modificat els plans de la infraestructura amb l'objectiu de protegir el jaciment arqueològic.